# Palazzo del Senato Sabaudo
Il Palazzo del Senato Sabaudo di Torino è stata la sede che ospitava la Magistratura del Senato Sabaudo e la Camera dei Conti. Si trova in via Corte d'Appello 16.

## Storia

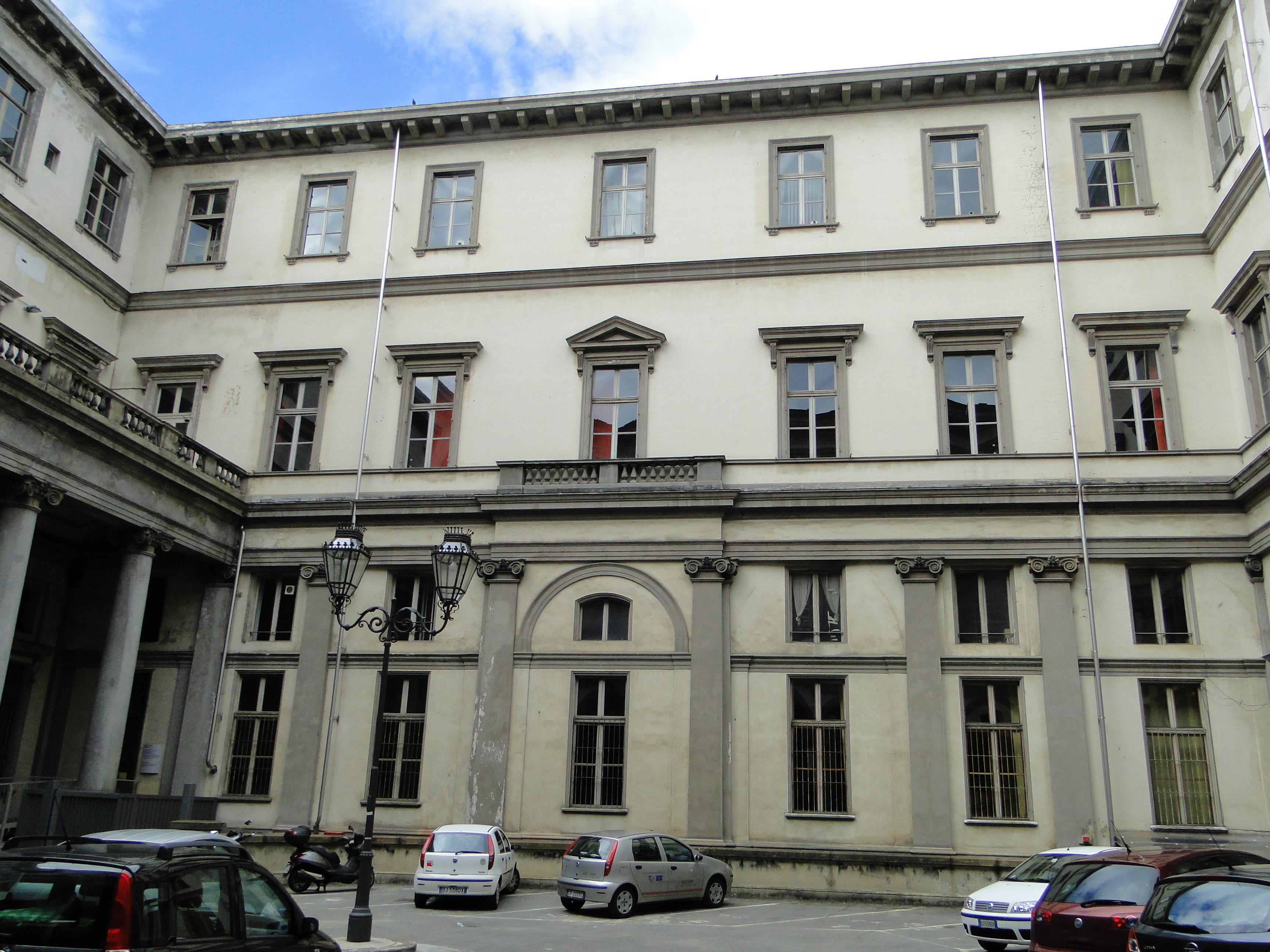
Corte del Palazzo del Senato Sabaudo

La costruzione ebbe luogo in fasi diverse. Per disposizione del duca di Savoia Carlo Emanuele II, furono acquistate nel 1671 numerose case nella cosiddetta "isola di San Francesco Saverio" da mettere a disposizione di magistrati e da utilizzare per ampliare le carceri, già esistenti dai tempi di Emanuele Filiberto. Le carceri furono disegnate da Amedeo di Castellamonte, ma realizzate, fra il 1672 ed il 1675 da Rocco Antonio Rubatto. Vittorio Amedeo II dispose nel 1720 la costruzione del palazzo per il Senato nella parte dell'isolato non destinata alle carceri, affidando il progetto a Filippo Juvarra. Ma nel 1721 i lavori vennero sospesi e vennero ripresi solo nel 1741 per disposizione di Carlo Emanuele III, che affidò il progetto all'architetto Benedetto Alfieri. Sospesi nuovamente i lavori nel 1748, ebbe luogo una terza ripresa nel 1788, sotto Vittorio Amedeo III. Affidatari dei lavori furono gli architetti Giuseppe Battista Piacenza e Giovanni Battista Feroggio, ma già nel 1790 i lavori vennero nuovamente sospesi. La ripresa definitiva ebbe luogo per disposizione di Carlo Felice, che affidò i lavori all'architetto Ignazio Michela (che ebbe Alessandro Antonelli come giovanissimo aiutante di studio), il cui progetto, ottenuto rielaborando i precedenti, fu approvato nel 1830 ed otto anni dopo il Senato prendeva posto nel nuovo palazzo. Il suo completamento tuttavia avvenne solo solo nel 1862, quando vennero trasferite in nuova sede anche le vecchie carceri.
Trasformato poi in Palazzo di Giustizia della città, attualmente ospita parte degli uffici giudiziari di Torino, essendosi ora trasferito il Palazzo di Giustizia nel nuovo Palazzo di giustizia, in corso Vittorio Emanuele II.

## Note

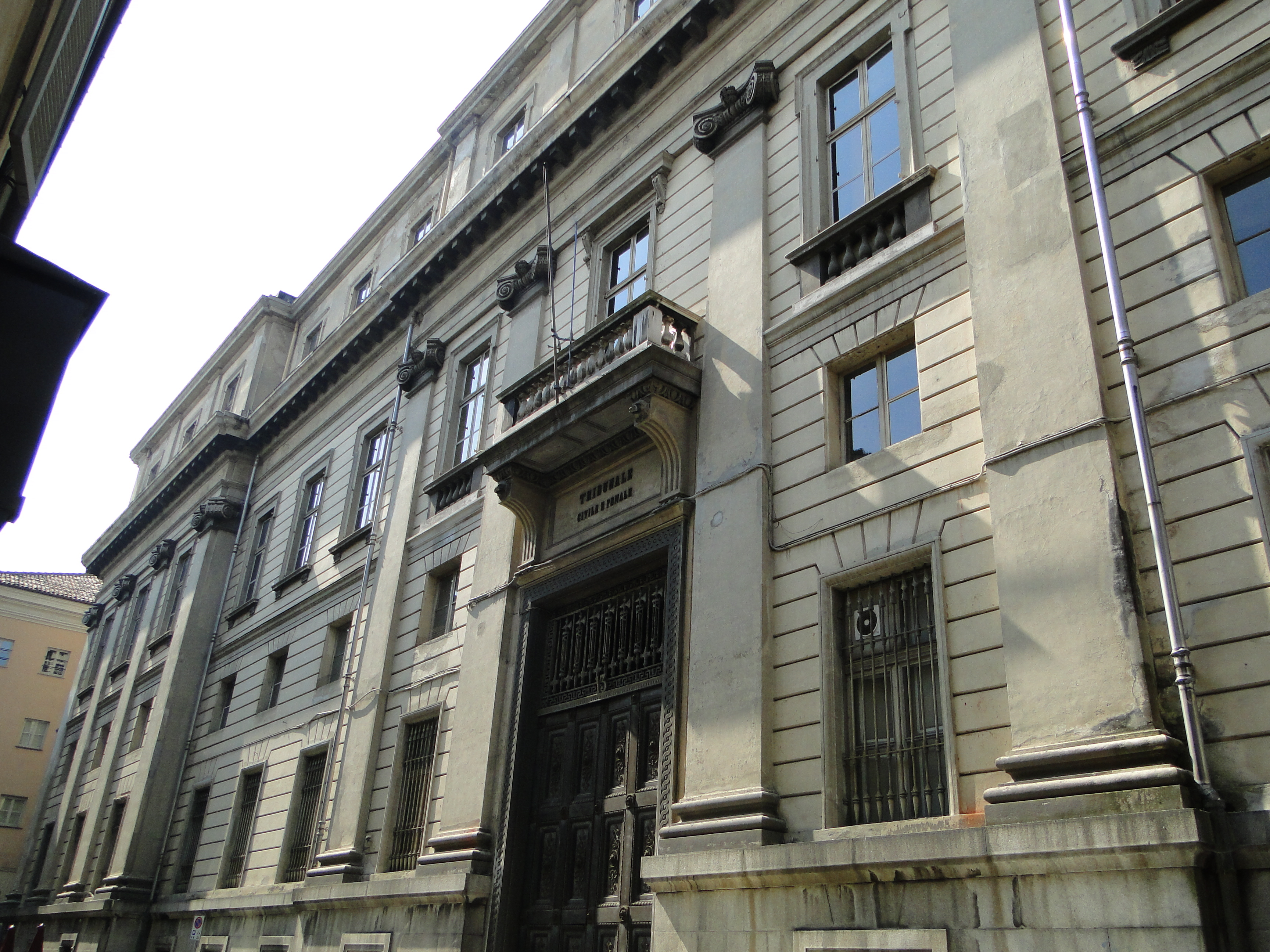
Palazzo del Senato Sabaudo - Vista da via San Domenico